# Fのキセキ
『Fのキセキ 〜フットサルの最高峰を目指して〜』（エフのキセキ フットサルのさいこうほうをめざして）は、2011年4月から2013年3月までBS日テレにて放映されていたフットサル情報番組。

## 概要
日本フットサルリーグ（Fリーグ）にスポットを当て、選手やチームの魅力に迫る。ナビゲーターは開始当初は佐藤隆太だったが、2011年10月からは中尾明慶が担当している。
なお放送は原則として2週連続で同じものを放映するが、試合のハイライト・開催日程告知は随時更新する。
放送曜日・時間は2011年4月から1年間は毎週土曜朝の放送だったが、2012年4月より毎週木曜夜に変更されている。

## 放送日時
BS日テレ
- 毎週土曜 10：00 - 10：30（2011年4月9日 - 2012年3月31日）
- 毎週木曜 23：00 - 23：30（2012年4月5日 - 2013年3月28日）

## ナビゲーター
- 佐藤隆太（2011年4月 - 9月）
- 中尾明慶（2011年10月 - 2013年3月）

## 放送リスト
※日付はBS日テレでの初回放送日。所属チームは番組放送当時のもの。
2011年
1. リカルド・フェリペ・ダ・シルバ・ブラガ（名古屋オーシャンズ）（4月9日）
2. 山田ラファエル・ユウゴ（デウソン神戸）（4月23日）
3. 甲斐修侍（ペスカドーラ町田）（5月7日）
4. 上澤貴憲（府中アスレティックFC）（5月21日）
5. 仁部屋和弘（バサジィ大分）（6月4日）
6. 世界への挑戦・フットサル日本代表の軌跡（6月11日）
7. ステラミーゴいわて花巻（7月2日）
8. 一発勝負のカップ戦「オーシャンアリーナカップ」（7月16日）
9. 日本最高峰フットサルリーグ「Fリーグ」の軌跡（7月30日）
10. 稲葉洸太郎（バルドラール浦安）（8月13日）
11. イゴール（シュライカー大阪）（8月27日）
12. 水上玄太（エスポラーダ北海道）（9月10日）
13. ボラ（湘南ベルマーレフットサルクラブ）（9月24日）
14. 高橋健介（バルドラール浦安）（10月8日）